# Alon Meyer

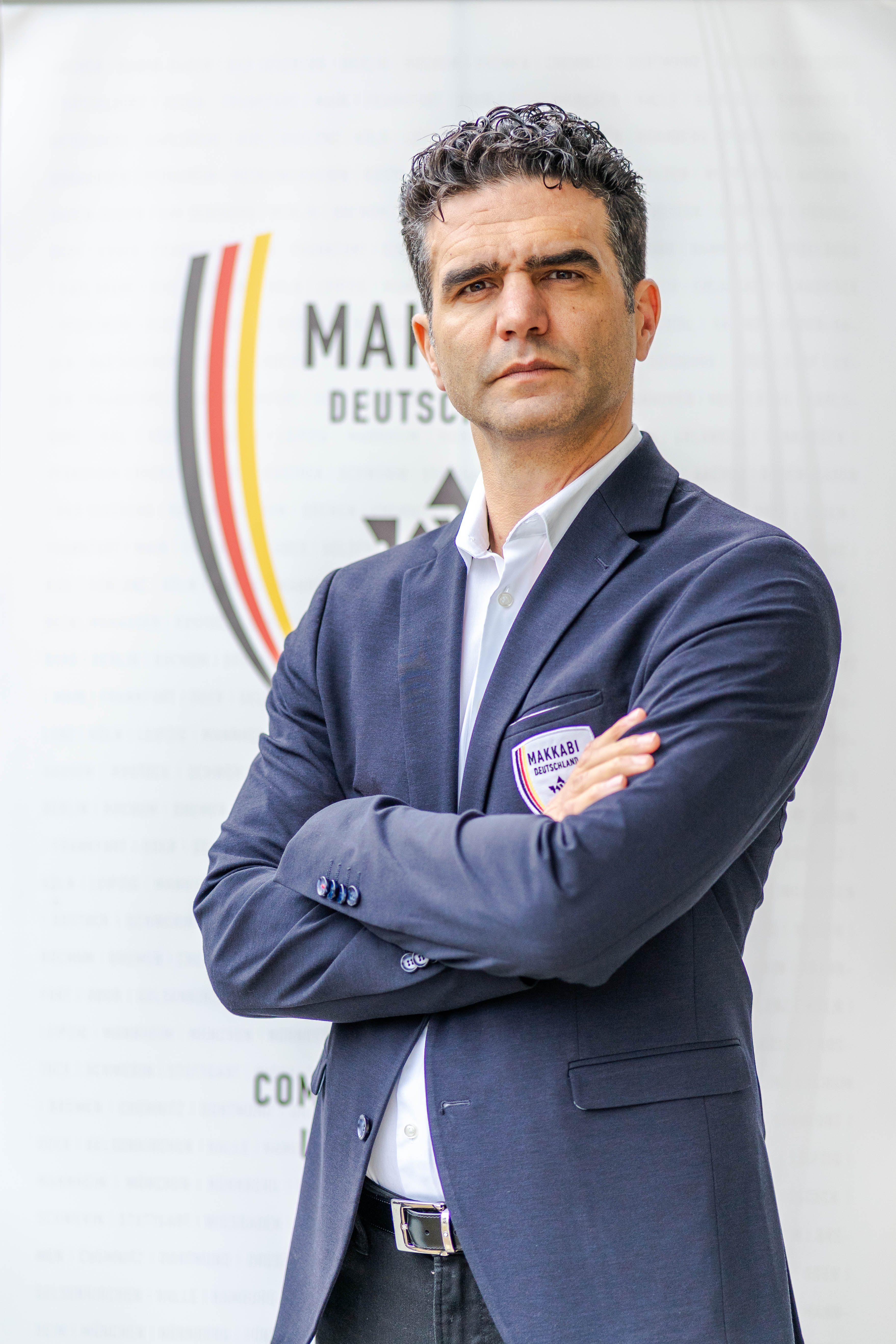
Alon Meyer als Präsident von Makkabi Deutschland und TuS Makkabi Frankfurt (2024)

Alon Meyer (* 6. Juni 1974 in Frankfurt am Main) ist ein deutscher Diplom-Kaufmann sowie Präsident des jüdischen Sportverbandes Makkabi Deutschland und des Frankfurter Sportvereins TuS Makkabi Frankfurt.

## Leben und Familie
Meyers Vater Wolfgang S. H. Meyer gründete 1965 den Turn‐ und Sportverein Makkabi Frankfurt. Alon Meyer studierte Betriebswirtschaftslehre an der Johann Wolfgang-Goethe Universität und ist seit 1991 Mitglied des Vorstands von Makkabi Frankfurt. Von 2001 bis 2005 war Alon Meyer Auswahltrainer der jüdischen Jugend-Nationalmannschaft. Seit 2004 ist er Mitglied des Gemeinderates der Jüdischen Gemeinde Frankfurt am Main, seit 2007 Präsident des TuS Makkabi Frankfurt e.V. und von 2009 bis 2011 Vizepräsident. 
Im Jahre 2013 wurde Meyer Präsident von Makkabi Deutschland. Er ist zudem Delegierter zur Ratstagung des Zentralrates der Juden in Deutschland. Seit 2018 ist er Mitglied der Exekutive von Maccabi World Union. Meyer setzt sich in seiner Vereinsarbeit und in der Öffentlichkeit insbesondere für den Kampf gegen Antisemitismus und Rassismus ein. Infolge zunehmender antisemitischer Angriffe auf den jüdischen Turn- und Sportverein nach dem Hamas-Angriff auf Israel vom 7. Oktober 2023 forderte Meyer von der Politik ein hartes Vorgehen gegen die Unterstützer des Angriffs auf Israel.
Meyer ist Vater von zwei Töchtern und einem Sohn.